# Alzirr
Alzirr (xi Geminorum) is een type F subreus in het sterrenbeeld Tweelingen (Gemini). De ster heeft alle waterstof en helium verbruikt en is begonnen met het consumeren van koolstof, waardoor de ster uiteindelijk zal opzwellen tot een rode reus. De ster is magnetisch en heeft een corona met een temperatuur van ongeveer 2 miljoen graden.